# Наджаф Кули-бек Шейда
Наджаф Кули-бек Шейда (азерб. Nəcəfqulu bəy Şeyda; 1858—1936) — азербайджанский поэт. Писал под псевдонимом Шейда.

## Жизнь
Поэт Наджаф Кули-бек Шейда (Наджафгулу бек Мирза Мухаммедгасан бел оглу Велиев) родился в 1858 году в Шуше. Он является потомком старинного древнетюркского рода Бахарлы, его предком был Мухаммед Байрам-хан Бахарлы, который в XVI веке, во время правления Великих Моголов - Хумаюна, Акбер шаха занимал при правителях Индии высокие государственные посты. Во время правления шаха Аббаса III (Великого) их род поселился у берега реки Араз, позже обосновав деревню Бахарлы в Карабахе. Отец поэта в период царской власти служил переводчиком в управлении жандармерии в Шамахе. После землетрясения в 1860 году переехал в Баку, потом в Губу, где и скончался.
Семья Наджаф Кули-бека в 1880 году переезжает в Баку. Начальное образование (в моллахане) Наджафгулу получил в Шуше. В Баку он заканчивает вечерние курсы, которые была открыты нефтяным магнатом Гаджи Зейналабдином Тагиевым. Работает в разных государственных учреждениях. 25 лет он проработал переводчиком в губернском управлении.
Вместе с братом Абульфатом он выступал в театральных представлениях в качестве актеров-любителей.
Наджаф Кули-бек Шейда скончался в 1936 году.

## Творчество
Поэт наряду с лирическими, поучительно-дидактическими стихами писал и стихи общественно значимые, говорил о несчастьях, выпавших на долю своего народа, критиковал колонизаторскую политику царской России.
В годы советской власти он писал откровенно антисоветские стихи, критиковал власти за ущемление прав человека, верующих. Он тщательно скрывал рукописи своих произведений, потому и смог дожить до второй половины 30-х годов XX века. Как и другие поэты, писавшие в классических жанрах, не желавшие восхвалять в своих произведениях советский строй и отречься от религии (Азер Бузовналы, Абдулхалиг Джаннети, Мухаммед ага Муджтахидзаде и др.), он не попал в поле зрения властей. Его стихи не издавались в центральной печати, он и не мечтал стать членом Союза писателей.
Спустя десятилетия после смерти поэта, в 2006 году Институтом рукописей НАНА была подготовлена и издана книга стихов Наджаф Кули-бека Шейды. Из 62 листов, хранящихся в Институте рукописей, в сборник стихов вошли 114 газелей, 2 мусаддаса, 3 кыты, 6 мухаммасов, 2 мустазада, 86 рубаи и другие произведения на разные темы. Здесь есть переложенные в стихотворную форму рассказы и сказания, произведения просветительского характера, «Товбенамэ» (стихи о раскаянии), переводы из творчества Мовланы Джалаледдина Руми, Сади, Хафиза, Вахши и других классиков восточный литературы. Хронологический промежуток написания стихов - 1886-1936 гг.
Он также составитель тазкиры – литературной антологии. После издания сборника стихов поэта его внуки, которые живут за рубежом, преподнесли Институту рукописей оригиналы его тазкиры «Гюльшани-маариф» («Цветник образования»). Работу над антологией автор завершил к 1935 году.
Наджафгулу бек Шейда включил в свою антологию стихи 24 поэтов, о которых или совсем не упоминалось в других сборниках того времени, или же говорилось очень мало. Как отмечает в предисловии к книге её составитель, доктор филологический наук П.Керимов, сборник дает большой материал для исследователей истории азербайджанской литературы XIX-XX вв.
В сборнике можно встретить стихи таких поэтов, имена которых неизвестны современному читателю: Ашраф, Мир Бадреддин Бадри, Гаджиага Гаджи, Мирза Мохсун Хаяли, Ага Гусейн Расулзаде, Гасан Саййар, Гаджи Салим Саббах, Микаил Сейди, Мирза Мухаммед Зия и др. Наконец, среди произведений более-менее знакомых поэтов конца XIX - начала XX вв., таких как Азер Бузовналы, Абдулхалиг Джаннети, Мирза Ага Мунири, Алиаббас Музниб, Абдулхалиг Юсиф, встречаются ранее неизвестные стихи. Тазкира Наджафгулу бека Шейды «Гюльшани-маариф» ценное пособие для исследователей азербайджанской литературы конца XIX - начала XX века.